# Прозерпина (картина)
«Прозерпина» — картина английского художника-прерафаэлита Данте Габриэля Россетти, созданная в 1874 году.

## История создания
На полотне изображена древнеримская богиня подземного царства Прозерпина, соответствующая древнегреческой Персефоне, дочь Юпитера и Цереры, племянница и супруга Плутона (Дита). По легенде, Прозерпина собирала цветы на лугу со своими подругами, когда её заметил и полюбил Плутон, бог подземного мира. Он умчал её на колеснице в подземное царство, несмотря на её любовь к Адонису. Плутон вынужден был отпустить её, но дал вкусить ей зёрнышко граната, чтобы она не забыла царство смерти и вернулась к нему. С той поры Прозерпина половину года проводит в царстве мертвых и половину — в царстве живых. Хотя на картине указан 1874 год, Россетти работал над ней семь лет на восьми холстах, прежде чем закончить её. Натурщицей стала возлюбленная художника Джейн Моррис. 

Россетти писал о Прозерпине следующее:

Она изображена в мрачном коридоре своего дворца, со смертельным фруктом в руке. Она проходит мимо, и отблеск света падает на стену позади неё из какого-то внезапно открытого проёма, показав на мгновение верхний мир, и она украдкой взглянула на него, погружённая в свои мысли. Рядом с ней стоит курильница — атрибут богини. Ветка плюща на фоне может рассматриваться как символ цепляющегося воспоминания.
На картине (версия в Тейт) в правом верхнем углу присутствует сонет на итальянском языке авторства Россетти, где автор сравнивает брак Джейн с Уильямом Моррисом с судьбой Прозерпины. Тот же сонет написан на раме на английском языке.

### Версии
Россетти начал работать над картиной в 1871 году и написал, по крайней мере, восемь версий на различных холстах, последняя закончена в 1882 году, в год его смерти. Часто он был недоволен результатом и обрезал холст, оставляя лишь голову и руки натурщицы, как и произошло со третьей попыткой, превратившейся в картину «Подснежники». 
Несколько раз картину возвращал назад заказчик — коллекционер Фредерик Лейланд, а один раз работа пострадала при транспортировке; в одном из своих писем Россетти назвал её «проклятой картиной». Лейланд приобрёл 18 полотен Россетти; именно он предложил художнику идею формирования триптиха, куда вошли Мнемозина, Блаженная дева и Прозерпина.
Ранние версии были отправлены Чарльзу Хауэллу и исчезли. В итоге сохранились три картины маслом, а также рисунки. 
Шестую версию (1877, масло, холст) этой картины приобрёл в ноябре 1964 года за 5 000 гиней британский художник Лоренс Стивен Лаури. Карандашный рисунок Лаури «Портрет Энн Х.» (1952) британский искусствовед Майкл Ховард сопоставляет с этой работой Россетти и находит, что она послужила основой для Лаури.  Рисунок находился среди других дорогих художнику изображений на стене дома Лаури. С раннего возраста Лаури был очарован этой поздней работой Россетти и смог приобрести её версию только к концу жизни. Именно эта картина Россетти из собрания Лаури стала в 1987 году первой картиной викторианской эпохи, проданной более чем за 1 000 000 фунтов стерлингов на аукционе Christie's.
Седьмая версия, наиболее известная версия картины была приобретена Фредериком Лейландом и сейчас находится в Галерее Тейт. В 2013 году картина из Галереи Тейт экспонировалась в Москве в ГМИИ имени А. С. Пушкина на выставке «Прерафаэлиты. Викторианский авангард».
Последняя, восьмая версия была закончена за несколько дней до смерти художника. Она выставлена в Бирмингемском музее и художественной галерее.
| № | Илл. | Примечание                  | Размер                           | Год        | Музей                                                    |
| - | ---- | --------------------------- | -------------------------------- | ---------- | -------------------------------------------------------- |
| - |      | пастель, уголь              | 38 1/4 x 18 1/4 in.              | 1871       | Музей Эшмола, Оксфорд                                    |
| 1 |      | масло                       |                                  |            | уничтожена автором                                       |
| 2 |      | масло                       |                                  |            | уничтожена автором                                       |
| 3 |      | «Подснежники», масло        | 41,5 × 34 см                     | 1873       | Коллекция Эндрю Ллойда Уэббера                           |
| - |      | карандаш, перо              | 8 1/2 x 4 1/4 in.                | 1874       | Частная коллекция                                        |
| 4 |      | масло                       |                                  | 1873       | местонахождение неизвестно                               |
| 5 |      | масло                       |                                  | около 1873 | была утеряна при транспортировке, считается уничтоженной |
| 6 |      | масло                       | 46 x 22 in.                      | 1877       | Была в коллекции Лаури                                   |
| 7 |      | масло                       | 125,1 х 61 см                    | 1874       | Галерея Тейт                                             |
| - |      | рисунок, карандаш, акварель | 30 ½ x 14 ¾ in. (77.5 x 37.5 см) | 1878       | Частная коллекция (Christie's, 2019: 3,49 млн. долл)     |
| - |      | рисунок углем               | 47 х 22 in. (120 x 56 см)        | 1880       | Частная коллекция (Sotheby's, 2013: 3,27 млн. фунтов)    |
| 8 |      | масло                       | 78,7 х 39,2 см                   | 1882       | Бирмингемский музей и художественная галерея             |